# Gufes
Gufes (gr. Γούφες, tur. Çamlıca) – wieś na Cyprze, w dystrykcie Famagusta, 6 km na północny zachód od Lefkoniko. Położona jest na terenie republiki Cypru Północnego.